# Full Circle (Saga)
Full Circle è un album in studio del gruppo rock canadese Saga, pubblicato nel 1999.

## Tracce
1. Remember When (Chapter 9) – 5:20
2. The One – 4:21
3. Follow Me – 5:07
4. Uncle Albert's Eyes (Chapter 13) – 5:22
5. Home – 5:06
6. Don't Say Goodbye – 5:33
7. Time Bomb – 4:05
8. Not This Way (Chapter 10) – 5:04
9. A Night to Remember – 5:44
10. Goodbye – 3:59